# هایاتو ترایاما
هایاتو ترایاما (ژاپنی: 照山 颯人؛ زادهٔ ۲۸ اوت ۲۰۰۰) یک بازیکن فوتبال اهل ژاپن است.
از باشگاه‌هایی که در آن بازی کرده‌است می‌توان به باشگاه فوتبال وگالتا سندای و باشگاه فوتبال آزول کلارو نومازو اشاره کرد.